# Jean Baptiste Lancier
Jean Baptiste Lancier (Besanzón, d. 1636-1702) fue un diplomático al servicio del Maximiliano II Manuel, Elector de Baviera.

## Biografía
Nació en la capital del Franco-Condado, hijo de Jean Claude de Lancier  y Claude Françoise Mariotte que había contraído matrimonio en 1636.
Fue enviado de Maximiliano II Manuel, Elector de Baviera cerca de Carlos II de España desde 1686 hasta 1697. Fue precedido en su puesto por el barón Simeoni. Durante su misión en España jugó un papel importante en el nombramiento de Maximiliano II como gobernador de los Países Bajos. Maximiliano había estado casado desde 1685 con María Antonia de Austria, nieta de Mariana de Austria, madre de Carlos II. María Antonia murió en 1692 dejando a su un hijo José Fernando que, desde 1696 hasta su muerte en 1699, fue heredero de Carlos II. Desde 1692 se puso a las órdenes de un enviado extraordinario del Elector de Baviera, el barón Francisco de Baumgarter. Se consideró un caso muy curioso que durante 5 años hubiera dos enviados del Elector de Baviera en la corte de Madrid.
En 1694 sería nombrado caballero de la orden de Santiago, y también disfrutó de la encomienda de Casas en la orden de Calatrava.
Volvería a Alemania junto con Baumgarten a principios de 1697. Fueron sustituidos por el barón Bertier.
Falleció en 1702.

### Individuales
1. ↑  «Jean Claude de Lancier». Base Roglo. Consultado el 27 de octubre de 2022.
2. ↑  «French Studies: The Seventeenth Century». The Year's Work in Modern Language Studies (en inglés) 75: 42-59. 2015-01. doi:10.5699/yearworkmodlang.75.2013.0042. Consultado el 19 de julio de 2023.
3. ↑  Baviera, príncipe Adalberto de; Maura Gamazo, Gabriel (1926). «Documentos referentes a las postrimerías de la Casa de Austria en España. [1690-1691]. (Continuación)...». Boletín de la Real Academia de la Historia. Documentos inéditos referentes a las postrimerías de la Casa de Austria en España. 89: 226.
4. ↑  Baviera, príncipe Adalberto de; Maura Gamazo, Gabriel (1927). «Documentos referentes a las postrimerías de la Casa de Austria en España. [1692]. (Continuación)...». Boletín de la Real Academia de la Historia. Documentos inéditos referentes a las postrimerías de la Casa de Austria en España. 91: 22.
5. ↑  «OM-CABALLEROS_SANTIAGO,Exp.4290 - Lancier y de Mariot, Juan Bautista». Portal de Archivos Españoles. 1694. Consultado el 27 de octubre de 2022.
6. ↑  Guillamas, Manuel de (1851). Reseña histórica del origen y fundación de las órdenes militares y Bula de incorporación a la Corona Real de España: con datos estadísticos relativos a los maestrazgos.... Imprenta del Colegio de Sordo-Mudos y Ciegos. p. 65. Consultado el 27 de octubre de 2022.
7. ↑  Martínez López, 2022, p. 12.